# Or lam
Or lam (tiếng Lào: ເອາະຫຼາມ) là một món hầm có vị cay nhẹ, hơi tê đầu lưỡi của người Lào bắt nguồn từ Luang Prabang, Lào.  Nước dùng có vị ngọt và đặc được chế biến bằng cách ninh từ từ sả, ớt và gỗ ớt Lào (sakhaan) với gạo nếp nghiền hoặc xay nhuyễn, sả nướng, tỏi và hành thêm vào để làm đặc nước dùng.
Or Lam thường được nấu với da trâu khô, thịt bò, thịt thú săn, chim cút hoặc thịt gà, cà tím, mộc nhĩ, đậu ván. Or lam nếu nấu theo đúng kiểu nguyên gốc của hoàng tộc Luang Prabang phải được làm từ thịt hươu. Món hầm này cực kỳ phổ biến ở Lào.